# The Valley Feud
The Valley Feud è un cortometraggio muto del 1915 diretto da Fred Cooley. Di genere western, prodotto dalla Mustang (American Film Manufacturing Company), aveva come interpreti Anna Little, Forrest Taylor, Jack Richardson.

## Trama
Tra allevatori di ovini e allevatori di bovini scoppia una faida per l'uso dei pascoli. Joe Boling si innamora di Glory, la figlia di Cal Rogers, proprietario di pecore, ma lei è restia a ricambiarlo a causa dell'ostilità tra le due famiglie. Il padre della ragazza resta ferito in uno degli scontri: le pecore vengono disperse e gli allevatori di bovini arrivano fino alla capanna di Rogers che vogliono incendiare. Glory riesce a fuggire, andando a chiedere aiuto a Joe che blocca i suoi uomini.

Quando Glory racconta ai suoi del tentativo di bruciare la capanna, questi progettano un attacco, ma la sorpresa non ha l'effetto sperato. Joe propone allora di scontrarsi con Bill, il caposquadra avversario, e di risolvere così la faida. Il vincitore risulta essere Joe, ma Bill cerca di sparargli.

Gli scontri non finiscono e i Rogers si vendicano tagliando l'approvvigionamento idrico dei Boling, fortificando la diga che hanno creato, decisi a difenderne la posizione. Nella lotta che segue, Boling padre resta gravemente ferito e Joe chiede a Glory di ospitarlo nella sua baracca. Boling, però, si fa promettere da Joe di non sposare la "figlia del vecchio Rogers". Glory riesce a far saltare la diga dove gli uomini di Rogers stanno festeggiando ubriachi. Inseguito, si rifugia nella baita di Rogers finché non arriva Glory con i soccorsi.

I due giovani non possono coronare il loro sogno d'amore a causa della promessa fatta sul letto di morte di Boling. Ma tutto si risolve quando si scopre che in realtà Glory non è la figlia ma la nipote del vecchio Rogers. Il matrimonio tra i due risolve la faida e allevatori di bovini e ovini finalmente trovano la pace.

## Produzione
Il film fu prodotto dalla American Film Manufacturing Company.

## Distribuzione
Distribuito dalla Mutual, il film - un cortometraggio in due bobine - uscì nelle sale statunitensi il 26 novembre 1915.